# 歐陽建
歐陽建（260年代—300年），字堅石，西晉渤海南皮（今河北南皮）人，石苞的外孫。歷任尚書郎、馮翊（今陝西大荔）太守，金谷二十四友之一，「八王之乱」时被趙王司馬倫所害，作《臨終詩》。
他提出“言盡意”的學說，認為“形不待名而圓方已著，色不俟稱而黑白已彰”，“誠以理得於心，非言不暢，物定彼，非名不辨。”就是说，客觀世界是離開人的概念和語言而獨立存在的，但語言概念又是人們用以說明客觀世界的工具。这駁斥了當時玄學家認為語言概念無法表達事物真相的一種看法（“言不盡意”，如后来不久南朝佛教之“不可说”论）。
著作有《言盡意論》，載於唐朝人纂集的《藝文類聚》卷十九。